# Carapidae

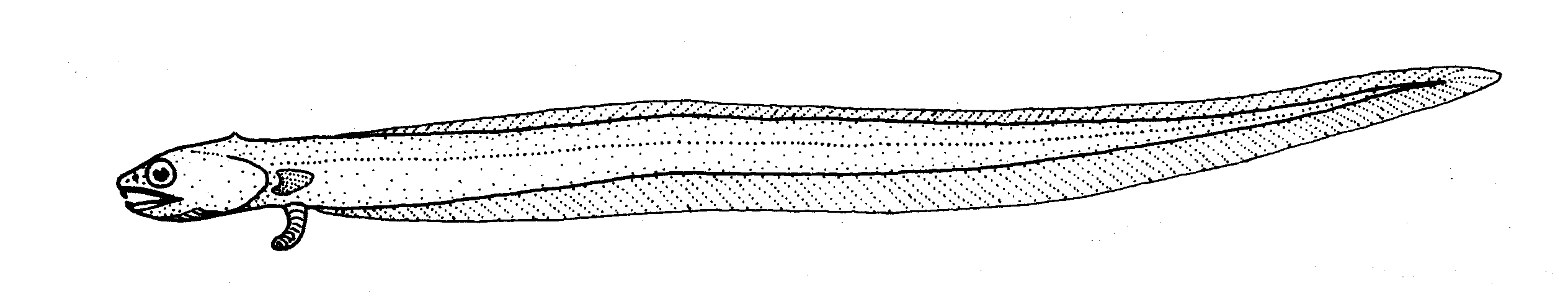
Echiodon rendahli

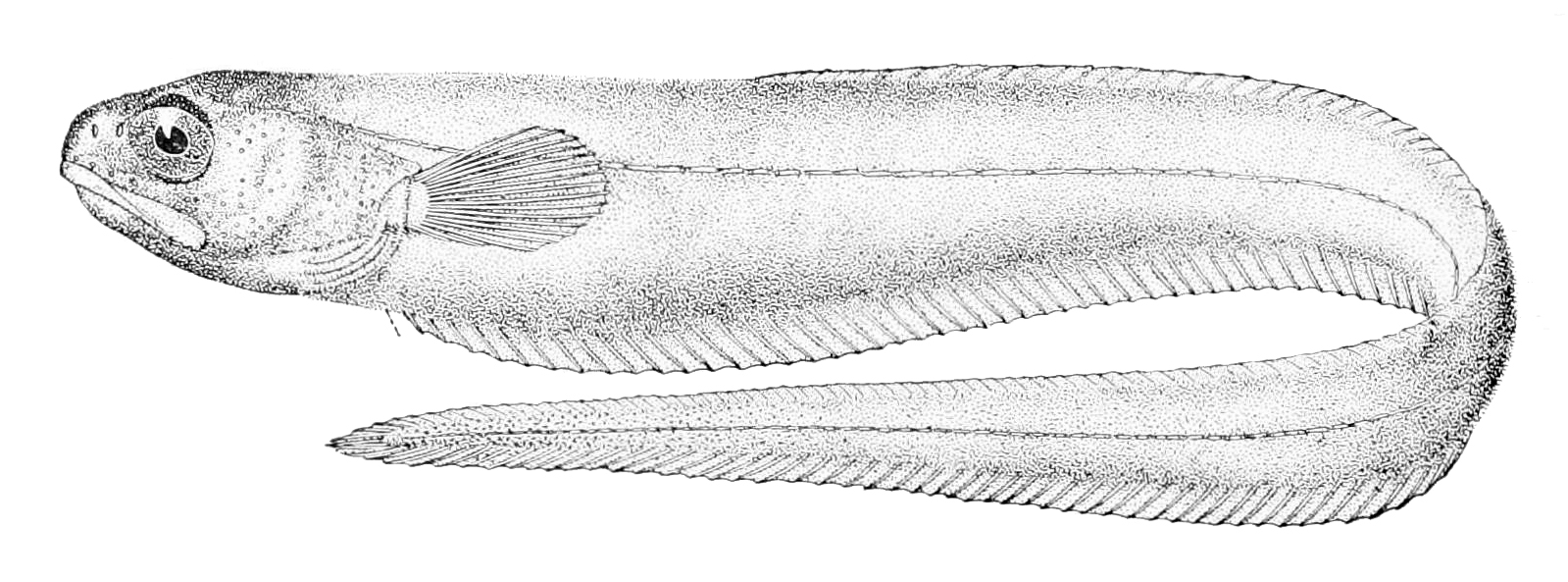
Carapus dubius

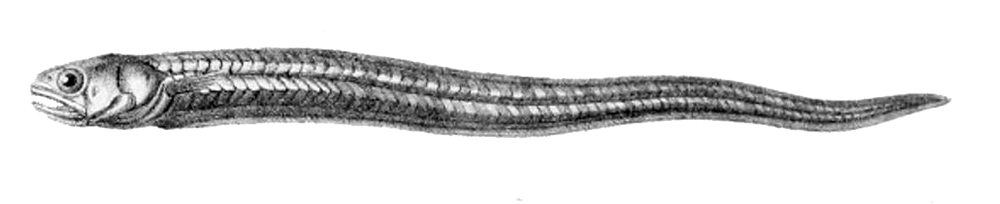
Encheliophis homei

I Carapidae sono una famiglia di pesci ossei appartenenti all'ordine Ophidiiformes.

## Distribuzione e habitat
Questa famiglia è diffusa in tutti i mari e gli oceani tropicali e subtropicali, alcune specie sono diffuse anche in acque temperate fredde.
Nel mar Mediterraneo sono presenti tre specie:
- Carapus acus
- Echiodon dentatus
- Echiodon drummondii (probabilmente segnalato per errore).

Gran parte delle specie sono costiere ma si possono incontrare fino a 2000 metri di profondità. Comunissimi nelle barriere coralline.

## Descrizione
I membri di questa famiglia sono caratterizzati dal corpo allungato e sottile, con estremità caudale molto fine ed appuntita. La bocca è grande e fornita di denti, anche gli occhi sono piuttosto grandi. L'apertura branchiale è ampia. L'ano è situato al termine della pinna anale, ovvero molto anteriormente, al di sotto delle pinne pettorali. La pinna dorsale e la pinna anale sono lunghe e si uniscono alla pinna caudale, che non è distinta. I raggi della pinna anale sono più lunghi di quelli della dorsale. Le pinne ventrali sono assenti, quelle pettorali sono presenti in molte specie. Il corpo è traslucido o trasparente.
Le specie più grandi misurano 30 cm di lunghezza massima.

## Biologia
Molti carapidi sono commensali o parassiti di svariati invertebrati bentonici costieri come echinodermi (oloturie e stelle di mare) o molluschi bivalvi. Ne esistono, come il galiotto dentato, anche a vita libera.

### Alimentazione
Si nutrono di invertebrati, le specie commensali o parassite anche di parti dell'organismo ospite.

### Riproduzione
Uova e larve sono pelagiche. Le larve attraversano due stadi prima di assumere l'aspetto definitivo, dapprima vexillifer, che porta sul dorso un'appendice dotata di espansioni laterali, poi tenuis, simile all'adulto ma sottilissima.

## Tassonomia
In passato attribuiti ai Gadiformes.

## Specie
- Genere Carapus
  - Carapus acus
  - Carapus bermudensis
  - Carapus boraborensis
  - Carapus dubius
  - Carapus mourlani
  - Carapus sluiteri
- Genere Echiodon
  - Echiodon anchipterus
  - Echiodon atopus
  - Echiodon coheni
  - Echiodon cryomargarites
  - Echiodon dawsoni
  - Echiodon dentatus
  - Echiodon drummondii
  - Echiodon exsilium
  - Echiodon neotes
  - Echiodon pegasus
  - Echiodon pukaki
  - Echiodon rendahli
- Genere Encheliophis
  - Encheliophis chardewalli
  - Encheliophis gracilis
  - Encheliophis homei
  - Encheliophis sagamianus
  - Encheliophis vermicularis
  - Encheliophis vermiops
- Genere Eurypleuron
  - Eurypleuron cinereum
  - Eurypleuron owasianum
- Genere Onuxodon
  - Onuxodon fowleri
  - Onuxodon margaritiferae
  - Onuxodon parvibrachium
- Genere Pyramodon
  - Pyramodon lindas
  - Pyramodon parini
  - Pyramodon punctatus
  - Pyramodon ventralis
  - Snyderidia canina
- Genere Tetragondacnus
  - Tetragondacnus spilotus